# Маломинусинский сельсовет
Маломинусинский сельсовет — сельское поселение в Минусинском районе Красноярского края.
Административный центр — село Малая Минуса.

## Население
| 2010 | 2012  | 2013  | 2014  | 2015  | 2016  | 2017  |
| ---- | ----- | ----- | ----- | ----- | ----- | ----- |
| 2039 | ↗2101 | ↗2146 | ↗2170 | ↘2162 | ↗2183 | ↗2193 |

## Состав сельского поселения
В состав сельского поселения входят 2 населённых пункта:
| № | Населённый пункт | Тип населённого пункта       | Население |
| - | ---------------- | ---------------------------- | --------- |
| 1 | Малая Минуса     | село, административный центр | 1651      |
| 2 | Суходол          | посёлок                      | 388       |

## Местное самоуправление
Mаломинусинский сельский Совет депутатов
Дата избрания: 13.09.2020. Срок полномочий: 5 лет. Количество депутатов:  10.
- Председатель Совета Захаренко Раиса Давыдовна

Глава сельского поселения
- Сургутская Ксения Владимировна. Дата избрания: 07.08.2020. Срок полномочий: 5 лет.